# Rámi ben-Szebajni
Amír Szelmán Rámi ben-Szebajni (arabul:  أمير رامي بن سبعيني) (Kaszentína, 1995. április 16. –) algériai balhátvéd. 2019-től a Borussia Mönchengladbach és az algériai labdarúgó-válogatott játékosa. 

## Pályafutása

### Klubcsapatokban
Constantine-ban született, pályafutását a Bárádu AC csapatában kezdte el. 2008-ban csatlakozott klub ifjúsági csapatához, a felnőtt csapatban 2013-ban mutatkozott be. 2014 júniusában kölcsönbe került a belga első osztályú klub, a Lierse csapatába. Augusztus 3-án mutatkozott be a ligában a Club Brugge ellen. 23-szor lépett pályára a szezonban, 1 gólt lőtt, de nem tudott segíteni csapatának a ligából való kiesés elkerüléséhez. 
2015 júniusában újra kölcsönadták, ezúttal a francia Montpellier csapatának a 2015-16-os szezonra.
2016. július 5-én 4 éves szerződést írt alá a francia Rennes csapatával.

#### Borussia Mönchengladbach
2019. augusztus 14-én négyéves szerződést írt alá, ezúttal a Borussia Mönchengladbach csapatával. Nyolcmillió eurós árával ő lett a legdrágább algériai védő. Egy 1. FC Köln elleni nyertes mérkőzésen mutatkozott be új csapatánál. November 10-én a Werder Bremen ellen talált be elsőnek klubja színeiben, ezen a mérkőzésen ki is állították. Kétszer lőtt gólt egy 2-1-re megnyert meccsen a német bajnok Bayern München ellen 2019. december 7-én.

#### Borussia Dortmund
2023 nyarán leszerződtette a Borussia Dortmund, négy éves szerződést írt alá.

### Karrierje a válogatottban
2015. július 19-én bemutatkozott Algéria U-23-as válogatottjában egy 2015-ben rendezett U23-as Afrikai nemzetek kupája mérkőzésen Sierra Leone csapata ellen.
2015 novemberében meghívást kapott a felnőtt válogatottba is, ahol egy 2018-as labdarúgó-világbajnokság-selejtezőmérkőzésen debütált Tanzánia ellen.